# 豊雲記念館

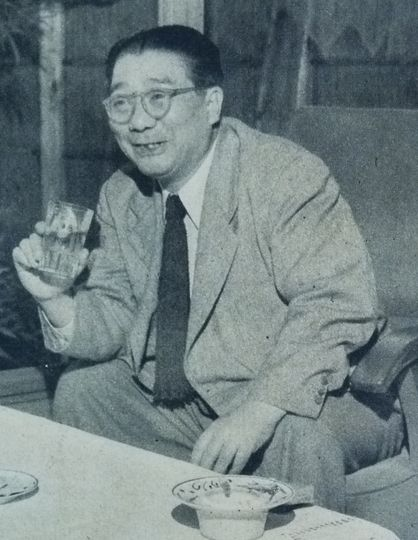
小原豊雲（1955年）

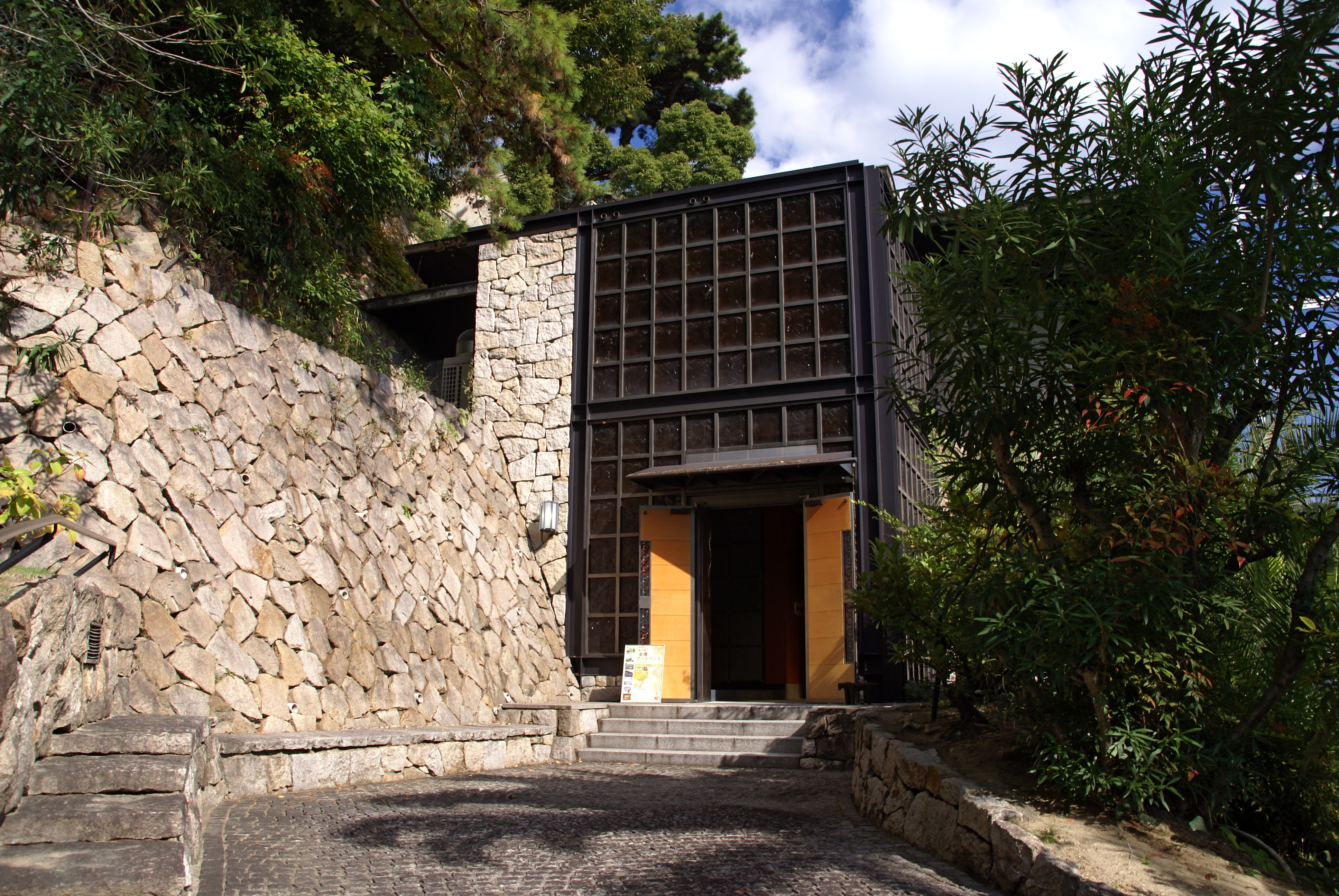
入口

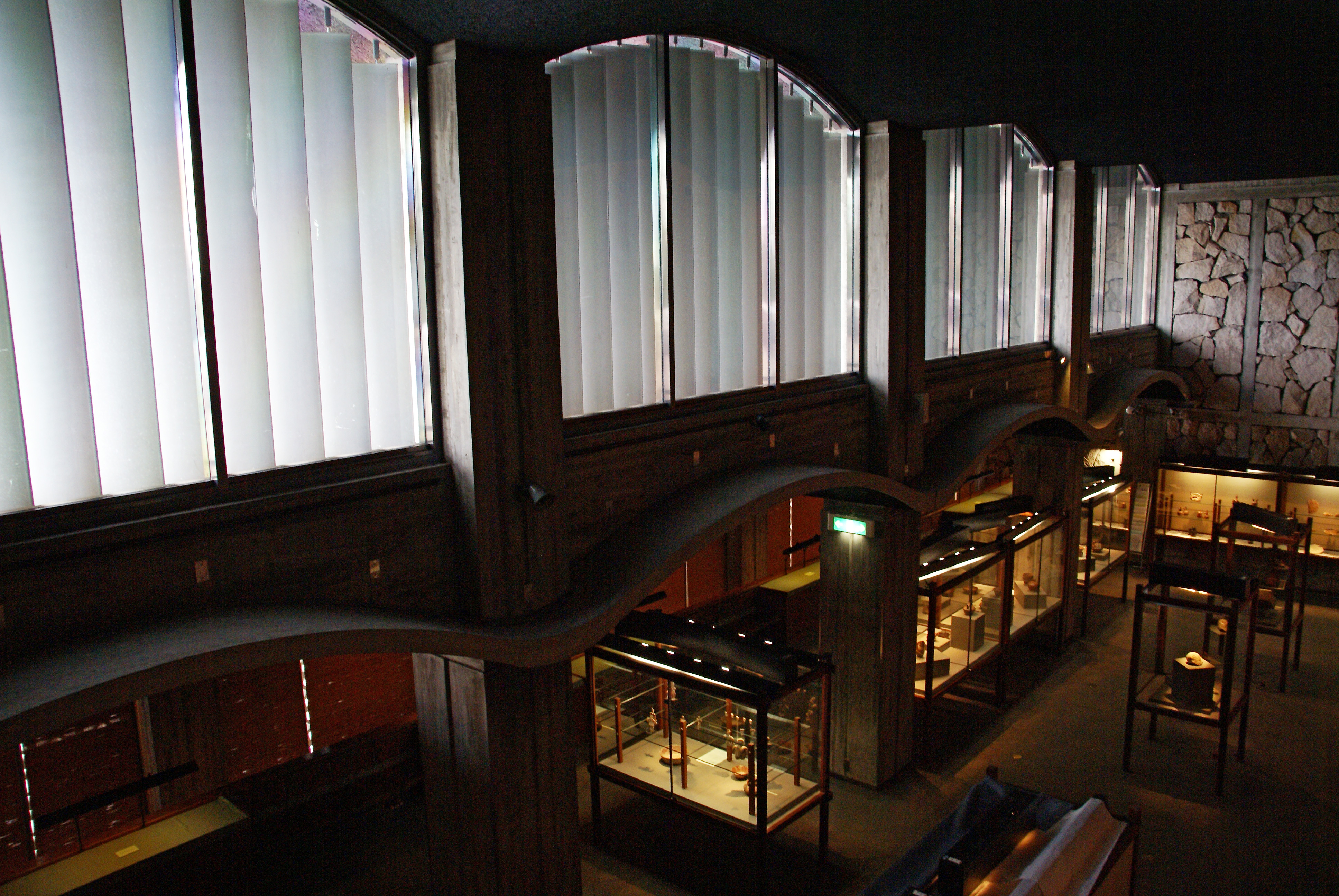
アンデス展示室

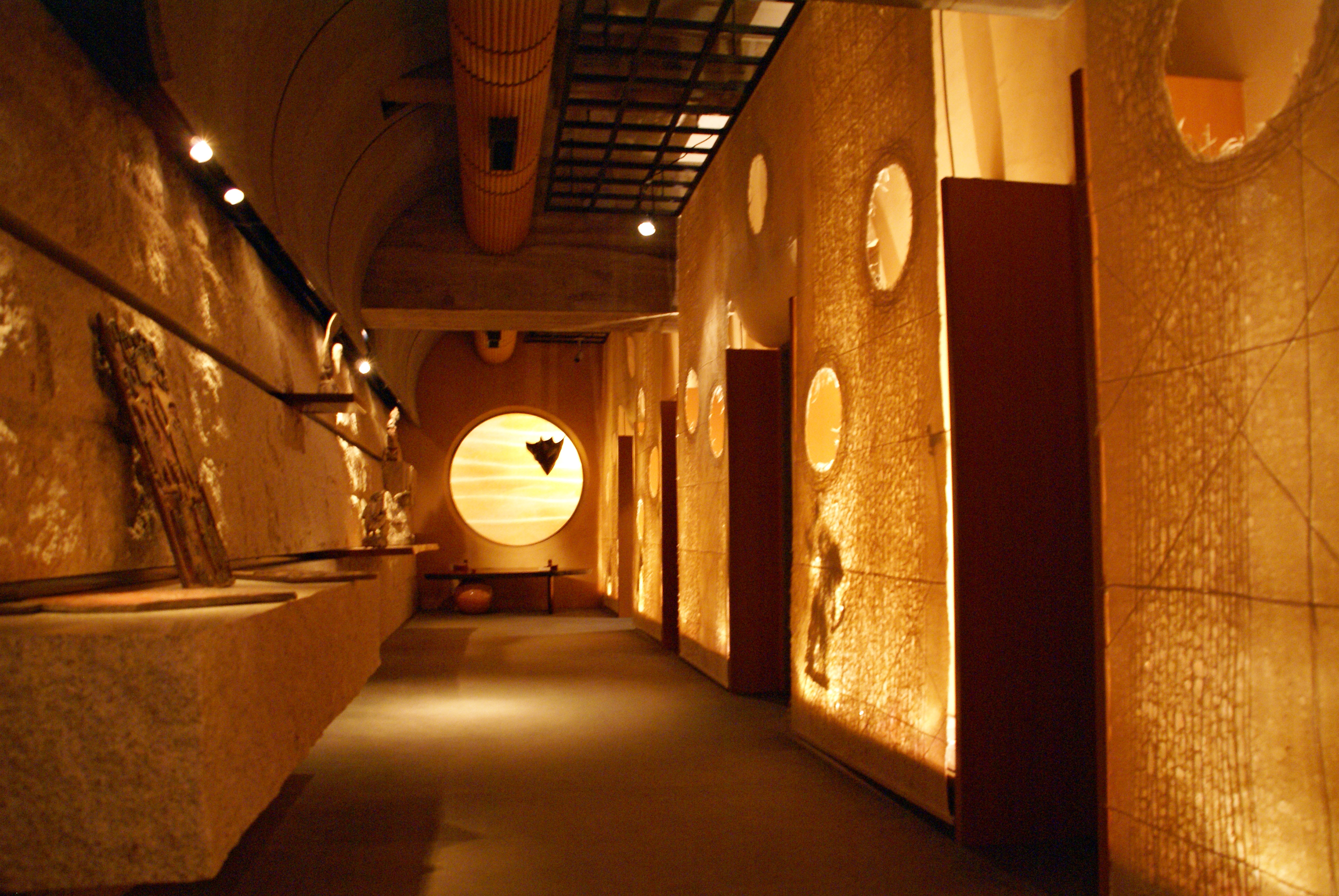
小原豊雲展示室

豊雲記念館（ほううんきねんかん）は兵庫県神戸市東灘区にあった美術館。華道小原流三世家元の小原豊雲の美術コレクション約4,000点、および豊雲芸術の再現作品を展示していた。館内2Fに小原流資料室が併設されていた。2018年に閉館した。

## 概要
現代生け花の先駆者で第一人者として活躍した小原流三世家元の小原豊雲の顕彰を目的として1970年に開設された小原流芸術参考館を1993年に改装した美術館である。4,000点に及ぶコレクションの約60%をアンデス文明の遺物が占める。ほか、豊雲の復元作品と映像資料、民俗学者宮武辰夫から寄贈された東南アジアの民俗資料等を展示する。建物は清家清の設計。
2010年以降一般公開を中止し、小原流の事務所等として使用されたが、雨漏りなどの老朽化のため、2018年、「未来への扉-Reborn」展の開催を最後に閉館した。2024年から解体工事が行われている。

## 主な所蔵品
- 鳥形壺 - アンデス・チャビン文化期（紀元前4世紀）
- 黒色陶ヂヤガーあぶみ形壺 - 高さ21.5cm、アンデス/チャビン文化期
- 髑髏人形壺 - ペルー、ワリ期（10世紀頃）
- 神人文縫取外套衣片 - ペルー、ワリ期（10世紀頃）、9cm×62.5cm
- 鳥文縫編縁飾片 - ペルー、ナスカ期（1世紀頃）、4cm×29cm
- 渦巻刺突文壷 - ペルー。チャビン期、（紀元前4世紀-紀元前2世紀頃）、23cm×13cm
- 果実形壷 - ペルー、チャビン期（紀元前9世紀-紀元前8世紀頃）、29.4cm×13.8×13.3cm
- 輪編貫頭衣 - 早期イカ、紀元前6世紀
- 舞踏劇仮面 - バリ島、20世紀

## 施設
- 1F - エントランス、小原豊雲展示室
- 2F - アンデス展示室、小原流資料室
- B1F - 東南アジア資料展示室

## 建築概要
- 設計 - 清家清
- 竣工 - 1970年7月
- 規模 - 地下1階、地上3階建
- 展示設計 - 江藤暢英（1998年竣工）
- 受賞 - 神戸市建築文化賞（1974年）、ひょうご文化100選（1980年）、神戸建築百選（1993年）
- 所在地 - 〒658-0063 兵庫県神戸市東灘区住吉山手4丁目12-70

## 利用情報（2010年まで）
- 開館期間 - 春と秋のそれぞれ2週間、他の期間は予約制
- 開館時間 - 10:00 - 16:00
- ひょうごっ子ココロンカードの対象施設になっている。

## 交通アクセス
- 阪急神戸線 御影駅 徒歩5分
- 阪神本線 御影駅から市バス19系統で「深田池」下車 徒歩5分

## 周辺情報
- 神戸・盛花記念センター
- 小原流家元会館
- 小原流盛花記念館
- 世良美術館
- 深田池公園
- 蘇州園